# Pi Capricorni
Pi Capricorni (Okul, 10 Capricorni) é uma estrela na direção da constelação de Capricornus. Possui uma ascensão reta de 20h 27m 19.20s e uma declinação de −18° 12′ 42.1″. Sua magnitude aparente é igual a 5.08. Considerando sua distância de 665 anos-luz em relação à Terra, sua magnitude absoluta é igual a −1.47. Pertence à classe espectral B4V.